# Pribislavec
Pribislavec (ungherese Zalaújvár) è un comune della Croazia di 2 929 abitanti della Regione del Međimurje.
Fino a ottobre 2001 faceva parte del comune di Čakovec.